# Segretario federale
Il segretario federale è, in alcuni partiti politici, chi dirige una federazione, articolazione organizzativa di livello intermedio, che riunisce più organizzazioni di livello inferiore (sezioni o simili).
Similmente a quella di segretario generale, la denominazione ha la sua origine nei partiti comunisti e socialisti ed è stata in seguito adottata anche da partiti di diversa ideologia.

## In Italia

### Regno d'Italia (1922 - 1945)
Erano dirette da un segretario federale (comunemente noto come federale) le federazioni dei fasci di combattimento, articolazioni organizzative del Partito Nazionale Fascista (P.N.F.) che inquadravano a livello provinciale i fasci di combattimento, struttura organizzativa di base del partito.
Il "federale", che secondo lo statuto del P.N.F. era al quarto posto tra i gerarchi del partito, era nominato e revocato dal Capo del Governo Primo Ministro Segretario di Stato su proposta del Segretario del P.N.F.; proponeva a quest'ultimo la nomina dei componenti il direttorio federale, che lo affiancava e nel cui ambito designava i vice segretari federali; nominava i gerarchi subordinati, tra cui i segretari politici ed i componenti i direttorii dei fasci di combattimento; era membro di diritto del Consiglio nazionale del partito e, quindi, della Camera dei Fasci e delle Corporazioni.
Lo statuto del P.N.F. del 1921 pose inizialmente a capo della federazione il segretario politico provinciale, eletto dal direttorio provinciale, a sua volta eletto dal congresso provinciale. Nel 1923 venne sostituito dal fiduciario provinciale, la cui elezione, ad opera del congresso provinciale, doveva essere ratificata a livello centrale. Lo statuto del 1926, infine, introdusse la figura del segretario federale, non più eletto ma nominato dal centro.

### Repubblica Italiana (anni 1980 circa)
In Italia vari partiti della Prima Repubblica, tra cui PCI, PSI e MSI, erano divisi in federazioni, con ambito territoriale solitamente provinciale, dirette da un segretario federale. L'articolazione in federazioni è stata mantenuta da qualche partito della Seconda Repubblica (ad esempio, Sinistra Ecologia Libertà, Alleanza Nazionale, La Destra, Fratelli d'Italia e PRC) mentre nella Lega Nord il titolo di segretario federale è utilizzato con un diverso significato: non è attribuito ad un dirigente locale ma al leader del partito e corrisponde, quindi, a quello che altrove è il segretario generale.